# Александър Гюргинчев
Александър Георгиев Гюргинчев е български революционер, деец на Вътрешната македоно-одринска революционна организация.

## Биография
Александър Гюргинчев е роден през 1879 година в град Кратово, Османската империя, днес Северна Македония. Още 17-годишен става четник в Македония. През Балканската война (1912 – 1913) участва в Македоно-одринското опълчение.
Четник е на Дончо Ангелов в 1915 година.
По време на българското управление в Кратово през Първата световна война е назначен за кмет на града (1916 – 1918).
15-а годишнина от Илинденско-Преображенското въстание, за заслуги към постигане на българския идеал в Македония през Първата световна война в 1918 година, Александър Георгиев е награден с орден „За военна заслуга“ VІ степен. След войната се установява в град Кюстендил. Пунктов началник на ВМРО в града от 1921 година до смъртта си. Убит е на 9 септември 1922 година в Кюстендил от дейци на Македонската федеративна организация.
Баща е на поета Павел Гюргинчев (1908 - 1979).